# Ercan Muslu
Ercan Muslu (ur. 1 grudnia 1988) – turecki lekkoatleta specjalizujący się w biegach długich. 
W 2010 został mistrzem krajów bałkańskich w biegu maratońskim. Kilkukrotnie startował w mistrzostwach Europy w biegu na przełaj jednak nie osiągnął podczas tej imprezy większych sukcesów. W 2008 zajął 25. miejsce w mistrzostwach Europy w biegach górskich. Srebrny medalista w rywalizacji drużynowej z mistrzostw świata w biegach górskich w Tiranie (2011). W 2012 zdobył drugi w karierze złoty medal  mistrzostw Bałkanów w maratonie. Dwukrotny srebrny medalista (indywidualnie i drużynowo) mistrzostw Europy w biegach górskich z 2012. 
Najlepszy wynik w maratonie – 2:16:45 (10 kwietnia 2016, Rotterdam).

## Osiągnięcia
| Rok  | Impreza                               | Miejsce                | Konkurencja                 | Pozycja     | Wynik   |
| ---- | ------------------------------------- | ---------------------- | --------------------------- | ----------- | ------- |
| 2005 | Mistrzostwa Europy w biegu na przełaj | Tilburg                | bieg juniorów (6,5 km)      | 82. miejsce | 19:56   |
| 2006 | Mistrzostwa Europy w biegu na przełaj | San Giorgio su Legnano | bieg na juniorów (5,975 km) | 45. miejsce | 17:50   |
| 2006 | Mistrzostwa Europy w biegu na przełaj | San Giorgio su Legnano | drużyna juniorów            | 4. miejsce  |         |
| 2007 | Mistrzostwa Europy w biegu na przełaj | Toro                   | bieg juniorów (6,7 km)      | 20. miejsce | 20:47   |
| 2007 | Mistrzostwa Europy w biegu na przełaj | Toro                   | drużyna juniorów            | 4. miejsce  |         |
| 2010 | Mistrzostwa Bałkanów w maratonie      | Kawarna                | bieg maratoński             | 1. miejsce  | 2:24:11 |
| 2011 | Mistrzostwa świata w biegach górskich | Tirana                 | drużyna seniorów            | 2. miejsce  |         |
| 2012 | Mistrzostwa Bałkanów w maratonie      | Belgrad                | bieg maratoński             | 1. miejsce  | 2:28:15 |
| 2012 | Mistrzostwa Europy w biegach górskich | Denizli/Pamukkale      | bieg seniorów               | 2. miejsce  | 49:57   |
| 2012 | Mistrzostwa Europy w biegach górskich | Denizli/Pamukkale      | drużyna seniorów            | 2. miejsce  |         |
| 2016 | Mistrzostwa Europy                    | Amsterdam              | bieg półmaratoński          | 18. miejsce | 1:05:00 |
| 2016 | Igrzyska olimpijskie                  | Rio de Janeiro         | bieg maratoński             | 51. miejsce | 2:18:40 |